# 三藏法师
三藏法師（英語：tripiṭaka Master；梵語：tripiṭaka-ācārya；直譯爲“三藏-阿阇梨”）三藏比丘、三藏聖師等，或略稱三藏。精通佛教聖典「經、律、論」三藏并誦持不忘的佛教僧侶法師皆可被敬稱為三藏法師。

## 概論
著名的三藏法師有漢代安世高、後秦鳩摩羅什與晉代法顯、南朝宋的求那跋陀羅、唐代的實叉難陀、義淨與不空金剛等。日本歷史上唯一得到三藏法師稱號的僧人為靈仙，中國歷史上最著名者為唐朝玄奘，僧眾為避諱亦尊稱其為「大唐三藏」，後世民間文學亦稱其為「唐三藏」。

## 相關概念
- 三藏：經、律、論
  - 《入大乘論》記載另一種說法，謂：「說法具足三乘，乃名三藏」。[4]
- 三藏持者：三藏持者、持三藏法師，缅甸南傳上座部佛教头衔，通过官方考试，能背诵所有南传巴利三藏者，即获颁「持三藏」头衔。如在背出外更能默写者，则获颁「精通三藏法師」（Tipitaka-Kovidha）头衔。南傳著名三藏持者法師，如明昆三藏持者長老（明昆·西亚多（英语：Mingun Sayadaw），Mingun Sayadaw）
- 班智達：藏傳佛教頭銜。
- 上首大班智達（英语：Agga Maha Pandita）：緬甸上座部佛教頭銜。